# Johann Weber (Politiker, 1828)
Johann Weber (* 19. Juni 1828 in Seeberg; † 23. April 1878 in Luzern) war ein Schweizer Politiker. Er war Regierungsrat des Kantons Bern, ebenso vertrat er diesen sowohl im Nationalrat als auch im Ständerat.

## Biografie
Der Sohn des Landwirts Niklaus Weber erhielt seine Schulbildung in der Erziehungsanstalt von Philipp Emanuel von Fellenberg in Hofwil bei Münchenbuchsee sowie in einem Institut in Vevey. Er studierte anschliessend Forstwirtschaft an der Akademie Hohenheim bei Stuttgart sowie Nationalökonomie und Sozialwissenschaften an der Universität München. Nach seiner Rückkehr in die Schweiz war er zunächst als Landwirt tätig und beteiligte sich als Freiwilliger am Sonderbundskrieg. Als Vertreter der Radikalliberalen wurde Weber 1854 in den Grossen Rat des Kantons Bern gewählt. Dieser wiederum wählte ihn 1858 in den Regierungsrat, dem er bis 1872 angehörte. Während dieser Zeit war er für die Bereiche Landwirtschaft, Domänen und Forste zuständig. Er förderte die Juragewässerkorrektion und gehörte zu den Mitbegründern der Landwirtschaftlichen Schule Rütti.
Weber kandidierte bei den Nationalratswahlen 1860 mit Erfolg im Wahlkreis Oberaargau, 1863 und 1866 gelang ihm die Wiederwahl. 1868 trat er als Nationalrat zurück, nachdem er vom Grossen Rat in den Ständerat gewählt worden war. Diesem gehörte er bis 1875 an. Zusammen mit Rudolf Brunner zählte er zu den prominentesten Vertretern der demokratischen Bewegung im Kanton Bern. Von 1872 bis zu seinem Tod war er zusammen mit Alfred Escher und Josef Zingg einer der Direktoren der Gotthardbahn-Gesellschaft.